# Wyższa Szkoła Korpusu Bezpieczeństwa Narodowego Czechosłowacji
Wyższa Szkoła Korpusu Bezpieczeństwa Narodowego (cz. Vysoká škola Sboru národní bezpečnosti, Vysoká škola SNB) – działająca w latach 1973-1990 uczelnia akademicka Ministerstwa Spraw Wewnętrznych Czechosłowacji z siedzibą w Pradze i wydziałami w Holešovie i Bratysławie. Jej celem było szkolenie funkcjonariuszy Korpusu Bezpieczeństwa Narodowego SNB, tj. służby bezpieczeństwa, milicji, służby granicznej oraz Korpusu Więziennictwa (Sbor nápravné výchovy). Absolwentom Szkoła nadawała tytuł doktora praw (JUDr). Szkoła mieściła się w Pradze-Lhotce przy ul. Lhoteckej 559/7.

## Wydziały
- Wydział bezpieczeństwa państwowego (Fakulta Státní bezpečnosti), zamek Praga-Dolní Břežany
- Wydział bezpieczeństwa publicznego[1] (Fakulta Veřejné bezpečnosti), Praga, ul. Hybernska 7
- Wydział Straży granicznej (Fakulta OSH - ochrany státních hranic), Holešov, ul. Zlínská 991, od 1986 Bratysława
- Wydział Śledczy bezpieczeństwa publicznego (Fakulta vyšetřování VB), Bratysława

## Likwidacja
Szkoła SNB została zlikwidowana w 1990, zaś studenci mogli dokończyć studia  na kierunkach prawniczych innych uczelni. W 1992 policja powołała nową uczelnię - Czeską Akademię Policyjną (Policejní akademie České republiky). Wydział w Holešovie w 1986 przeniesiono do Bratysławy, a na jego miejscu powstała Szkoła Oficerska i Chorążych SNB, PS i VMV (Důstojnická a praporčická škola SNB, PS a VMV), która w 1991 została przekształcona w Szkołę Średnią Federalnego Korpusu Policji (Střední odborná škola federálního policejního sboru), obecnie (2011) działającą pod nazwą Wyższej Szkoły Policyjnej oraz Średniej Szkoły Policyjnej MSW w Holesovie (Vyšší Policejní škola a Střední policejní škola MV v Holešově). 